# Sitting on Top of the World
«Sitting on Top of the World» (также передается как Sittin' on Top of the World) — фолк-блюзовая песня, написанная Уолтером Винсоном и Лонни Чэтмоном, основными участниками Mississippi Sheiks, популярной кантри-блюзовой группы 1930-х годов.
Впервые песня была записана группой Mississippi Sheiks в 1930 году (на лейбле Okeh Records), став настоящим хитом группы, а в 2008 году была включена в Зал славы премии «Грэмми».
В мае 1930 года Чарли Пэттон записал свою версию песни (с изменённым текстом и под названием «Some Summer Day». В течение следующих лет кавер-версии песни сделали следующие исполнители: дуэт The Two Poor Boys, Док Уотсон, Биг Билл Брунзи, Сэм Коллинз, Милтон Браун и Bob Wills & His Texas Playboys. После записи версии Милтона Брауна на Bluebird Records песня стала основным номером в репертуаре западных свинговых бэндов.
«Sitting on Top of the World» является блюзовым стандартом. Существует большое число версий этой песни в самых разных стилях — фолк, блюз, кантри, блюграсс, рок — и зачастую с заметными вариациями и/или изменениями изначального текста песни, который передает стоический оптимизм в ситуации неудачи в личной жизни.

## Текст песни
Оригинальная версия текста Mississippi Sheiks:
Was all the summer, and all the fall

Just tryin' to find my, little Lenore

But now she’s gone, I don’t worry

'Cause I’m sitting on top of the world

Was in the spring, one summer day

Just when she left me, she’s gone to stay

But now she’s gone, I don’t worry

I’m sitting on top of the world

Then you come here runnin'

Holdin' up your hand

Can get me a woman

Quick as you can get a man

But now she’s gone, I don’t worry

I’m sitting on top of the world

It have been days

I didn’t know your name

Why should I worry and prayer in vain?

But now she’s gone, I don’t worry

I’m sitting on top of the world

Goin' to the station, down in the yard

Gon' get me a freight train

Worked some, got hard

But now she’s gone, I don’t worry

I’m sitting on top of the world

The lonesome days, they have gone by

Why should you beg me and say goodbye?

But now she’s gone, I don’t worry

I’m sitting on top of the world

## Записи других исполнителей
- Боб Уиллс (1935)
- Лес Пол (1952). Первая песня, записанная как мульти-трэк
- Рэй Чарльз (1949)
- Хаулин Вулф (1679, 1957)
- Grateful Dead (на альбоме The Grateful Dead, 1967)
- Cream (на альбоме Wheels of Fire, 1968)
- Cream (на альбоме Goodbye, 1969)
- Чет Аткинс (на альбоме Hometown Guitar, 1968)
- Джерри Рид (на альбоме Explores Guitar Country, 1969)
- Хаулин Вулф (на альбоме Howlin' Wolf London Sessions, 1970 с участием Эрика Клэптона и Стива Уинвуда)
- Don McLean (на альбоме Playin' Favorites, 1973' United Artists' Rainbow Collection series)
- Nitty Gritty Dirt Band (на альбоме Will the Circle Be Unbroken: Volume Two, 1989)
- Боб Дилан (на альбоме Good as I Been to You, 1992)
- Тадж Махал (на альбоме Dancing the Blues, 1993)
- Nomeansno (на альбоме Mr. Right & Mr. Wrong : One Down & Two to Go, 1994)
- Док Уотсон (на альбоме Legacy, 2002)
- Джек Уайт (на альбоме-саундтрек Cold Mountain, 2003)
- Б. Б. Кинг (на альбоме One Kind Favor, 2008)
- Джеф Хили (на альбоме Mess of Blues, 2008)
- Вилли Нельсон (на альбоме Willie and the Wheel, 2009)
- Крис Госс и The Forest Rangers (на альбоме Songs of Anarchy: Vol. 3, 2013)